# Передерий, Степан Дмитриевич
Степа́н Дми́триевич Передери́й (15 апреля 1909 (по другим данным — 17 апреля), станица Ивановская — 9 августа 1942, Краснодар) — кубанский казак, шофёр 1195-го гаубичного артиллерийского полка РВГК, красноармеец. Во время Великой Отечественной войны в одиночку в течение трёх часов сдерживал наступление немцев на северо-западной окраине Краснодара.

## Биография
До войны работал в колхозе, стал одним из первых трактористов на Кубани. Проходил срочную службу в РККА в 1930—1934 годах. По окончании срочной службы вернулся в родное село, где поступил на курсы трактористов вместе с друзьями Павлом Коваленко и Марком Тонцурой. Был назначен бригадиром тракторной бригады. Бригада Степана Передерия обслуживала колхоз имени Четвёртой кавалерийской дивизии, земли которого располагались под хутором Гришковским. Зимой 1935 года Передерий окончил курсы шофёров.
23 июня 1941 года вместе с братом добровольно явился в военкомат, но Степану в призыве было отказано — его поставили обучать молодых трактористов, пришедших на смену мобилизованным. Передерий был призван в ряды РККА 12 октября 1941 года Ивановским райвоенкоматом Краснодарского края.

## Подвиг
9 августа 1942 года советские войска оставили Краснодар, отойдя на левый берег реки Кубань, к городу Горячий Ключ. Согласно воспоминаниям участника событий Виктора Кантемирова, два грузовика ЗИС-5 — первый с орудийной обслугой, а второй, управляемый Передерием, — с сорокапятимиллиметровой пушкой на прицепе и ящиками с боекомплектом в кузове, — проезжали через перекрёсток улиц Воровского и Северной на северо-западной окраине Краснодара. Внезапно выехавший на дорогу немецкий танк вынудил Передерия резко свернуть в Казарменный переулок, отрезав его от сослуживцев. Передерий выскочил из грузовика, отцепил пушку и развернул её в сторону противника. Наблюдавшие за происходящим местные мальчишки (впоследствии их имена были установлены: помимо Виктора Кантемирова, это были Николай Коваль, Александр Репалов и Фёдор Сычёв) помогли Передерию выгрузить из кузова грузовика снаряды.
Вскоре показались наступающие немцы. Огнём орудия Передерий уничтожил бронемашину, мотоцикл и пулемётный расчёт. Его задача усложнялась тем, что он вёл огонь «на глазок», поскольку времени установить на орудие панораму (отсоединяемую от орудия при перевозке) у Передерия не было. По воспоминаниям Кантемирова, два выстрела немецкого танка не были успешными, в то время как самому Степану удалось удачным попаданием обездвижить танк. Однако третьим выстрелом танка орудие было выведено из строя. Тогда Передерий вскочил в кабину своего грузовика и поехал по улице Воровского в сторону улицы Северной. Очередной выстрел из танка попал в кабину, нанеся Степану смертельное ранение.
Восхищённые мужеством русского солдата, немцы позволили местным жителям похоронить его неподалёку от места боя.

## Дальнейшие события
В 1964 году М. А. Темрезов, корреспондент одной из краевых газет, случайно встретился с туристом из ГДР Оскаром Целльнером, который оказался участником последнего боя Передерия с немецкой стороны. По воспоминаниям Целльнера, он был наводчиком подбитого Передерием танка, и не подчинился приказу своего командира об открытии огня по его орудию, сославшись на неисправность оптического прицела, поскольку не хотел причинить вреда мальчишкам, подносившим снаряды.

## Награды
- Орден Красного Знамени (посмертно)[8]

## Память
12 февраля 1943 года Степан Передерий был с воинскими почестями перезахоронен на Всесвятском кладбище в братской могиле. В 1973 году, после установления его имени, он был вновь перезахоронен на кладбище станицы Ивановской.
В 1947 году (по другим данным — 27 апреля 1965 года) по ходатайству местных жителей улица Луговая в городе Краснодаре была переименована в улицу имени Степана Передерия.
В станице Ивановской улица, на которой он жил, названа улицей Степана Передерия.
16 сентября 2014 года депутаты Гордумы Краснодара приняли решение № 67 «об установлении памятного знака в честь подвига Степана Дмитриевича Передерия при обороне Краснодара» В 2015 году невдалеке от места боя — перекрестка улиц Воровского и Володи Головатого — установлена памятная стела.
В рамках подготовки Краснодара к 75-летию Победы в Великой Отечественной войне имя Передерия было присвоено Краснодарской средней общеобразовательной школе № 55.

## Семья
- Сестра — Евдокия Дмитриевна (1912—?)[3]
- Брат — Пётр Дмитриевич (1915—?)[3]
- Жена — Мария Кузьминична Шингарей[5][9].
- Дочь — Светлана Степановна Передерий-Косенко[1]
- Сын — Олег Степанович Передерий[3]